# Alien Sex Fiend

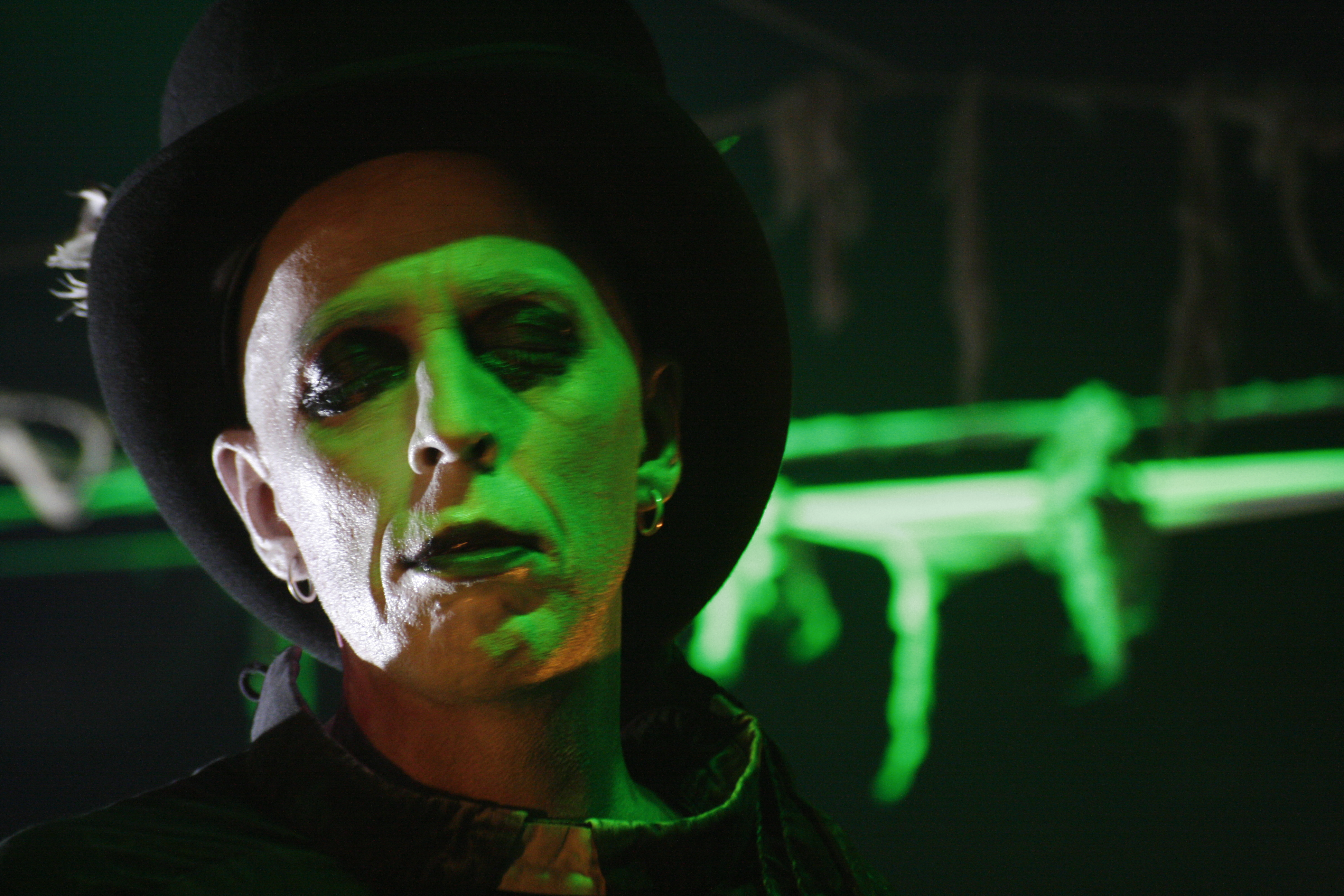
Nik Fiend

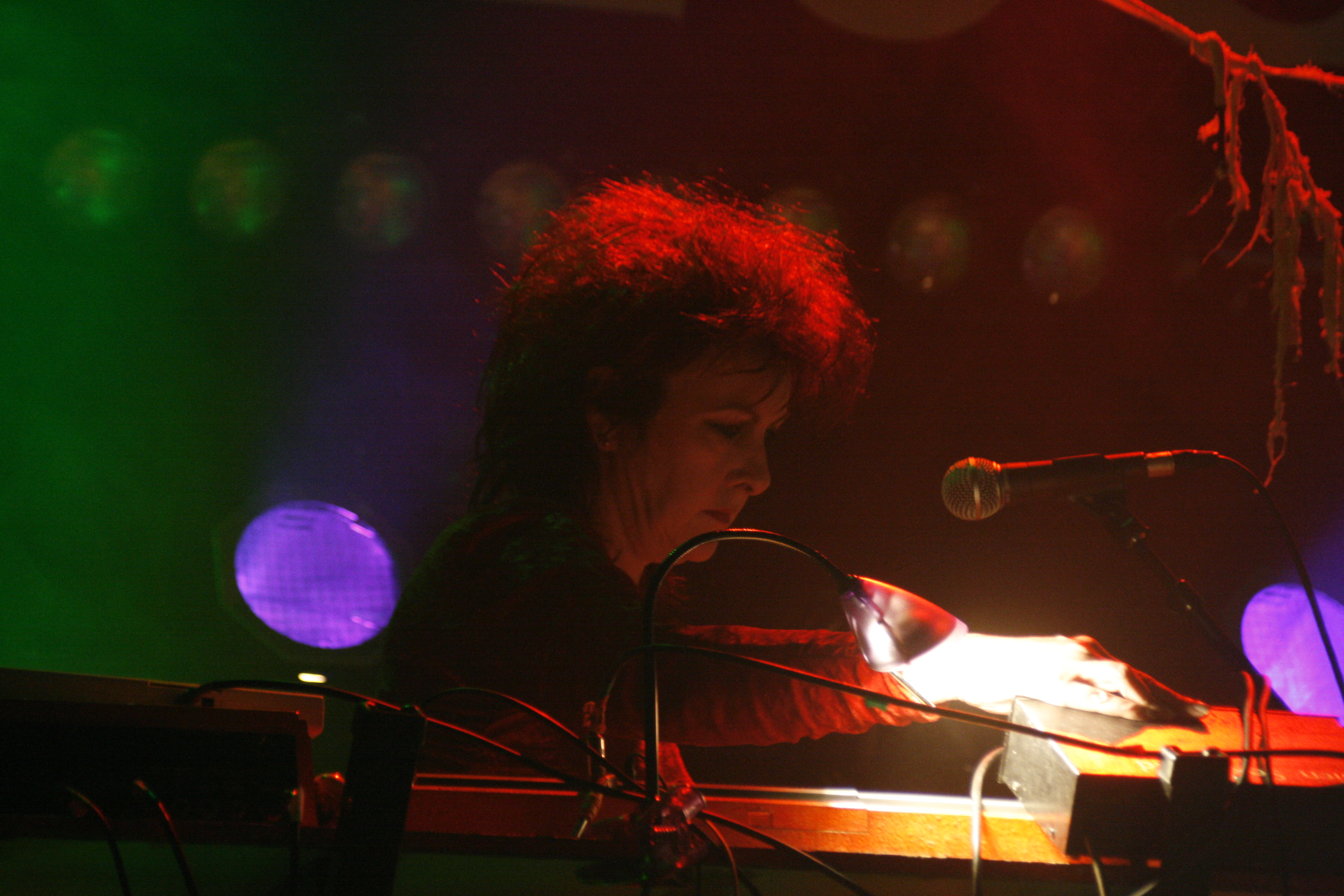
Mrs. Fiend

Alien Sex Fiend ist eine Rockband aus England. Ihre Karriere begann im Batcave-Club in London in den frühen 1980er-Jahren. Schnell wurden sie in der Gothic- und Punk-Szene mit ihren harten Rock- und Post-Industrial-Sounds, heftigem Sampling und Loops mit stark verzerrtem Gesang bekannt.

## Geschichte
Zunächst wurde die Musik der Alien Sex Fiend im Batcave-Club als musikalische Untermalung zu alten Stummfilmen gespielt. Am 1. Dezember 1982 trat die Band dann zum ersten Mal auf die Bühne des Batcave. Sie überzeugten 1986 im Vorprogramm von Alice Cooper auf dessen UK-Tour die Massen.
Mit den Singles Ignore the Machine, R.I.P., New Christian Music, Dead and Buried und E.S.T. – Trip to the Moon gelangen ihnen schon vor der Tour mit Alice Cooper Platzierungen in den Top 10 der britischen Independent-Singlecharts. Zu dem Song E.S.T. – Trip to the Moon erschien wegen der Überlänge des Stücks eine Single im ungewöhnlichen Elf-Zoll Format.
Die Band besteht aus Nik Fiend und seiner Ehefrau Mrs. Fiend (Nikolas und Christine Wade). Zudem wird das Ehepaar von einigen Musikern unterstützt, zu Beginn waren dies Johnnie „Ha Ha“ Freshwater, der nach einer Asien-Tour 1985 die Band verließ, und Yaxi Highrizer, welcher Alien Sex Fiend 1987 verließ.
Bereits 1988 erschien ein erstes Best Of-Album, All Our Yesterdays. Das Album Curse aus dem Jahr 1990 enthält mit den Club-Hits Now I'm Feeling Zombified und Katch 22 zwei der längsten Stücke der Band, die zusammen eine Seite einer Langspielplatte füllen. Die weiteren Jahre waren geprägt von Veröffentlichungen unterschiedlichster Art. Die musikalische Bandbreite ASF's bewegt sich von Gothic Punk über Post-Industrial bis hin zu experimentellen Techno- und Ambient-Tracks. Das 1994 veröffentlichte Album Inferno entstand aus dem Soundtrack zu dem gleichnamigen Computerspiel, der von Mr. und Mrs. Fiend zusammen mit Barry Leitch geschrieben wurde.
Obwohl als Band der Öffentlichkeit eher unbekannt, haben Alien Sex Fiend doch einen deutlichen Einfluss auf die Entwicklung der alternativen Musik und Kultur. So geben Stars wie Alice Cooper, Iggy Pop, Marilyn Manson, Robert De Niro, Billy Idol, Tim Burton (siehe das T-Shirt des Helden in Mars Attacks!), The Orb, Rob Halford, Lacrimosa, Das Ich und viele andere an, Fans von Alien Sex Fiend zu sein.
Bei der Darstellung ihrer Musik auf der Bühne nutzen Alien Sex Fiend diverse Requisiten wie entstellte Schaufensterpuppen, Farbunterschiede und Licht, Nebel, sowie surreale Objekte und Bilder. Bei der Darbietung raucht Nik Fiend meistens ohne Pause Zigaretten, starrt mit wirren Augen in das Publikum oder windet sich anfallartig über den Boden und kreischt und brummt in sein Mikrofon.
Der Stil von Nik Fiend wird nicht nur durch die Musik der Band deutlich, sondern auch in der Gestaltung der Plattencover. Durch Ausstellungen parallel zu Konzerten und über das Internet verkauft er seine Bilder. Mittlerweile vertreiben die Eheleute Fiend ihre Kunst vollständig unabhängig und in Eigenregie.

## Diskografie

### Alben
- Who’s Been Sleeping in My Brain? (1983)
- Acid Bath (1984)
- Maximum Security (1985)
- It – The Album (1986)
- The First Alien Sex Fiend Compact Disc (1986)
- Here Cum Germs (1987)
- Another Planet (1988)
- Curse (1990)
- Open Head Surgery (1992)
- The Legendary Batcave Tapes (1993)
- Inferno (1994)
- Nocturnal Emissions (1997)
- Nocturnal Emissions (Special Edition) (2000)
- Information Overload (2004)
- Death Trip (2010)
- Possessed (2018)

### Livealben
- Liquid Head in Tokyo (1985)
- Too Much Acid? (1989)
- The Altered States of America (1993)
- Flashbacks! (Live 1995–1998) (2001–2002)
- Live at Zillo-Festival Official Bootleg (2004)

### Kompilationen
- The Impossible Mission Mini-LP (US Release) (1987)
- All Our Yesterdays (1988)
- Drive My Rocket (USA) (1994)
- I’m Her Frankenstein (USA) (1995)
- The Singles 1983–1995 (1995)
- The Batcave Masters (USA) (1998)
- Fiend at the Controls Vols 1 & 2 (1999)
- The Best of Alien Sex Fiend (2001)
- Fiend Club (2005)
- Para-Abnormal (2006)
- R.I.P. – A 12" Collection (2008)
- Between Good and Evil (2013)

### Singles
- Ignore the Machine (1983)
- Lips Can’t Go (1983)
- Dead and Buried (1984)
- E.S.T. (Trip to the Moon) (1984)
- R.I.P. (Blue Crumb Truck) (1984)
- I’m Doing Time in a Maximum Security Twilight Home (1985)
- Ignore the Machine (Re-issue) (1985)
- Ignore the Machine Electrode Mix (1985)
- I Walk the Line (1986)
- Smells Like... (1986)
- Here Cum Germs (1987)
- Hurricane Fighter Plane (1987)
- Stuff the Turkey (1987)
- The Impossible Mission (1987)
- Batman Theme (released as Dynamic Duo) (1988)
- Bun Ho! (1988)
- Haunted House (1989)
- Box Set of 5 Singles (1990)
- Now I’m Feeling Zombiefied (1990)
- Magic (1992)
- Inferno – The Youth Mixes (1994)
- Inferno – The Mixes (1995)
- Evolution 12" (1996)
- Evolution CD (1996)
- Evolution Remixes 12" (1996)
- On a Mission Remixes 12" (1997)
- Tarot Mixes 12" (1998)